# 德尔罗伊·林多
德尔罗伊·林多（Delroy Lindo，1952年11月18日—），是英国出身的牙買加裔美国演员。

## 演出作品
- 《马尔科姆·X》（Malcolm X）
- 《矮子当道》（Get Shorty）
- 《种族情深》（Crooklyn）
- 《總有驕陽》（The Cider House Rules）
- 《追魂交易》（The Devil's Advocate）
- 2000年《驚天動地60秒》（Gone in 60 Seconds）
- 2001年（The One） 哈利·羅德克，MVA探員 / 加油站服務員
- 2001年（The Last Castle）
- 《飆風特攻》（Point Break）
- 2003年《地心毀滅》（The Core）
- 2020年《誓血五人组》（Da 5 Bloods）
- 2025年《罪人 (電影)》（Sinners）